# Bakrov(I) oksid
Bakrov(I) oksid (Cu2O) je kristalinična tvar crvene boje. U prirodi se nalazi kao mineral kuprit, a rjeđe i kao halkotrihit.
Otapanjem u NH3 i NH4Cl daje bezbojnu otopinu koja s najmanjom količinom kisika pomodri pa služi kao reagens na kisik. Na povišenoj temperaturi plinoviti vodik, ugljik i ugljikov(II) oksid, lako ga reduciraju u metalni bakar, a klor i brom ga oksidiraju u CuO.

Upotrebljava se u elektroplatiniranju, kao fungicid za zaprašivanje sjemena radi uništavanja štetnih gljivica, itd.

Široku primjenu ima kao pigment u bojenju stakla (tzv. crveno staklo naziva se „aventurinsko staklo“) i emajla, za proizvodnju crvene glazure u keramici, te za proizvodnju tzv. "antifouling" boja (koje sprečavaju razvoj morskih organizama i biljaka na podvodnom dijelu broda i drugih plovila).

## Dobivanje
Boja mu varira od žutonarančaste do tamnosmeđe, ovisno o uvjetima laboratorijskog dobivanja.
1. Može se dobiti zagrijavanjem bakrova(II) oksida prema jednadžbi:
4 CuO --> 2Cu2O + O2
ili dodatkom lužine otopini diklorokupratnog(I) aniona pri čemu se smatra da primarno nastaje žuti talog bakrova(I) hidroksida koji grijanjem prelazi u crveni bakrov(I) oksid.
2. Do sada nije potvrđeno da CuOH zaista i postoji. Moguće je da je to žuti oblik bakrova(I) oksida koji grijanjem prelazi u crveni. Ta se reakcija koristi kao tzv. Fehlingova proba za dokazivanje i određivanje šećera u krvi i urinu. Proba se izvodi tako da se otopini koja sadrži bakrove(II) katione doda tartaratni ion (C4H4O6)2- i otopina zaluži. Zbog prisustva tartaratnog iona ne taloži se dodatkom lužine Cu(OH)2 već se stvara tartarato kompleks bakra(II) koji je modre boje. Kada se ta otopina pomiješa s otopinom koja se ispituje na šećer, eventualno prisutan šećer reducira Cu(II) kompleks u Cu(I) ion, koji s prisutnim OH- ionom daje žuti talog. Žuti talog daljnjim kuhanjem prelazi u crveni bakrov(I) oksid.